# Bataille du détroit d'Otrante (1940)
Ne doit pas être confondu avec Bataille du détroit d'Otrante (1917).
Campagnes d'Afrique, du Moyen-Orient et de Méditerranée (1940-1945)
Batailles
- Détroit d'Otrante
- Île d'Ist
- Île de Pag

1940
- Vado
- Siège de Malte
- Club Run
- Convoi Espero
- Mers el-Kébir
- Punta Stilo
- Cap Spada
- Hurry
- Cap Passero
- MB.8
- Tarente
- Détroit d'Otrante
- White
- Cap Teulada

1941
- Excess
- Convoi AN 14
- Grog
- Abstention
- Baie de La Sude
- Cap Matapan
- Îles Kerkennah
- Crète
- Galite
- Substance
- Halberd
- Convoi Duisburg
- Cap Bon
- Syrte (1941)
- Rade d'Alexandrie

1942
- Syrte (1942)
- Calendar
- Bowery
- Albumen
- Harpoon
- Vigorous
- Pedestal
- Agreement
- Torch
- Stoneage
- Sabordage de la flotte française à Toulon
- Portcullis
- Banc de Skerki
- Olterra (navire auxiliaire)
- Raid sur Alger

1943
- Zouara
- Convoi de Cigno
- Convoi de Campobasso
- Corkscrew
- Husky
- Gela
- Scylla
- Pietracorbara
- Dodécanèse
  - Rhodes
  - Leros
  - Kos
- Convoi KMF-25A

1944
- Ist
- Raid sur Santorin
- Raid sur Symi
- Port-Cros
- La Ciotat
- Île de Pag

1945
Mer Ligure
- Convois alliés
  - convois de Malte
- Campagne des U-boote
- Campagne adriatique

La bataille du détroit d'Otrante est une escarmouche navale mineure, dans la nuit du 11 et 12 novembre 1940, pendant la campagne de la Méditerranée de la Seconde Guerre mondiale. Elle a eu lieu dans le détroit d'Otrante en mer Adriatique, entre l'Italie et le Royaume-Uni, en même temps que la bataille de Tarente, durant l'Opération MB.8.
Dans la soirée du 11 novembre, vers 18 heures, des croiseurs et destroyers britanniques se sont détachés de la flotte principale qui se dirigeait vers le golfe de Tarente pour l'Operation Judgment et se sont dirigés vers le canal d'Otrante pour intercepter le trafic vers l'Albanie. L'escadron anglais était composé des croiseurs légers Orion, Ajax, avec le Sydney de la Royal Australian Navy, ainsi que de l'escorte des destroyers de la classe Tribal Nubian et Mohawk.
Le convoi italien se composait des bateaux à vapeur Antonio Locatelli, Premuda, Capo Vado et Catalani, escortés par le vieux torpilleur Nicola Fabrizi (it), sous le commandement du lieutenant Giovanni Barbini, et par le croiseur auxiliaire RAMB III sous le commandement du capitaine de frégate Francesco De Angelis.
La bataille se solda par une victoire de la flotte britannique qui réussit à couler les quatre navires marchands italiens.

## Le combat
Les navires britanniques, après avoir traversé la Manche et pénétré en mer Adriatique, ont intercepté un convoi à destination de Vlora, en baie de Valona.

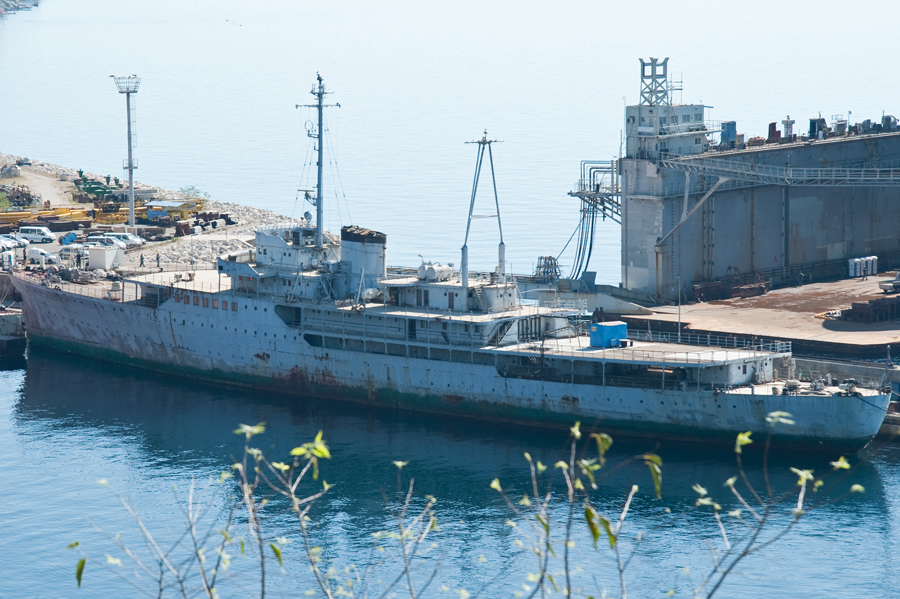
RAMB III

Après avoir localisé le convoi italien, Le HMS Mohawk a ouvert le feu à 1h27 et l'action est devenue générale. Le HMAS Sydney a attaqué le cargo de tête à une distance de 11 km, y mettant le feu. Au cours des 23 minutes suivantes, les trois autres navires marchands ont été coulés ou endommagés et laissés en feu, malgré la défense héroïque offerte par le torpilleur Nicola Fabrizi, gravement endommagé, tandis que le croiseur RAMB III, après un premier échange d'artillerie, au cours duquel il a tiré 19 salves pour sa défense, a disparu laissant les bateaux à leur sort, réussissant à rompre le contact et à se sauver dans le port de Bari.
Dans l'affrontement, 36 marins italiens ont perdu la vie et 42 ont été blessés. Les Alliés n'ont subi aucun dommage ni aucune victime, bien qu'une torpille ait raté de peu la poupe de Sydney à 01h40.

## Ordre de bataille
: Regia Marina
- Croiseur auxiliaire RAMB III
- Torpilleur Nicola Fabrizi (endommagé)
- 4 navires marchands (tous coulés) :
  - Antonio Locatelli (5 691 t.)
  - Premuda (4427 t.)
  - Capo Vado (4.391 t.)
  - Catalans (2429 t.)

 : Royal Navy
- 3 croiseurs légers :
  - HMS Orion (85) 
  - HMS Ajax (22)
  - HMAS Sydney (D48)
- 2 destroyers :
  - HMS Nubian (F36)
  - HMS Mohawk (F31)

## La réaction italienne
La réaction italienne est immédiate, mais les avions de la Regia Aeronautica ne parviennent pas à localiser la flotte ennemie et les quelques CANT envoyés en mission de reconnaissance sont détruits par les forces ennemies.
La Regia Marina envoie des torpilleurs de Vlora (Albanie), les croiseurs Muzio Attendere et Eugenio di Savoia de la VIIe Division avec les destroyers de la XVe Squadriglia de Brindisi, et les croiseurs Duca degli Abruzzi et Garibaldi de la VIIIe Division avec les destroyers des VIIe et VIIIe Escadrille de Tarente, mais les navires italiens ne réussissent pas à établir le contact.
Le 12 novembre, 140 marins sont secourus par les torpilleurs Curtatone et Solferino.